# Management de l'art
Le management de l'art est une branche du management qui développe les méthodes et outils nécessaires à la gestion et la croissance des entreprises travaillant dans le monde de l'art ainsi qu'à l'organisation des institutions publiques ou privées œuvrant dans le domaine artistique, il concerne aussi bien les acteurs directs (artistes, galeries, musées) que les acteurs indirects (entreprises, mécènes, associations, conseils) qui ont tous intérêt à intégrer dans leurs stratégies économiques les spécificités de l'univers de l'art pour conduire leurs actions.

## Enjeux et histoire du management de l'art

### Enjeux du management de l'art
Dans le monde de l'art, l'essor de cette discipline est soutenu par une réflexion sur les techniques de gestion, d'organisation, de promotion, impliquant une ouverture aux processus managériaux venus des entreprises. Des passerelles se créent entre les deux univers avec des auteurs tels que David Throsby, Pierre Guillet de Monthoux, Rafael de Garay, Richard E. Caves. De nouvelles pratiques managériales nourries des approches de Philip Kotler, Jorge Vasconcellos ou Robert E. Linneman pour les marchés de niche, contribuent à ce renouvellement.
Ce développement théorique et pratique est lié aux profondes mutations que connaît le monde de l'art depuis le grand retournement de marché du début des années 1990. Ce dernier a produit bien des interrogations, notamment sur les modèles économiques des entreprises et institutions artistiques. Conduites à évoluer pour ne pas disparaître, elles se sont tournées vers des idées et des pratiques managériales nouvelles. Ainsi le management de l'art apporte les réponses aux attentes de gestion et d'organisation d'un secteur en pleine mutation.

### Histoire du management de l'art
Le management de l'art est une discipline qui se constitue depuis les années 1960. Elle est liée aux besoins de gestion de l'ensemble du secteur artistique et culturel, d'ailleurs elle est parfois connue et enseignée sous l'appellation de management culturel.
Le management de l'art (ou arts management) est apparu aux États-Unis avec un pionnier comme Alvin H. Reiss qui a fondé le journal ArtsManagement en 1962. Dès cette époque, les institutions muséales américaines, les grandes galeries, ont vite utilisé des moyens de gestion et d'organisation modernes. Puis d'autres praticiens, auteurs, consultants comme Calvin J.Goodman, Alan Bamberger, Julius Vitali, Lee Caplin ont développé et mis en pratique les techniques de management adaptées tant aux artistes qu'aux acteurs culturels publics ou privés.